# Магомедов, Шамиль Шарапутдинович
Шами́ль Шарапутди́нович Магоме́дов (известен также по прозвищу «Дагестанский Брюс Ли») (род. 24 апреля 1977 года в селе Хаджалмахи Левашинского района Дагестанской АССР) — российский спортсмен, мастер восточных единоборств и силовых упражнений; обладатель двух мировых рекордов в упражнениях с 24-килограммовой гирей, зафиксированной на ноге.

## Биография
В возрасте семи (по другим данным, восьми) лет Шамиль Магомедов впервые увидел кинофильм с участием Брюса Ли, благодаря чему увлёкся восточными единоборствами. В ежедневные тренировки вошли бег по горам, плавание в реке и копирование движений звёзд боевиков 1970—1990-х годов. Шамиль заказал в Шанхае жёлтый тренировочный костюм, в таком же Брюс Ли снимался в своём последнем фильме «Игра смерти».

«Я никогда не тренировался именно для соревнований. Никогда. Моим учителем был я сам, именно это позволило построить мою репутацию, достичь поставленных перед собой целей. Я учился придерживаться традиционных взглядов в мастерстве кунг-фу, но в то же время несколько своих спортивных фишек привнёс в исполнении некоторых приёмов», — Шамиль Магомедов, интервью 2016 года.
Более профессионально каратэ и кунг-фу Магомедов стал заниматься с 18 лет. Он является автором двух рекордов, попавших в Книгу рекордов Гиннесса. Первый был установлен в октябре 2007 года (и повторён 6 марта 2008 года) — в течение одной минуты с позиции ёко-гери-кеагэ (боковой восходящий удар ребром стопы снизу-вверх) он сделал 15 махов ногой с зафиксированной на ней 24-килограммовой гирей. 12 марта 2010 года Шамиль в течение 12,6 секунд удерживал такую же гирю поднятой на более чем 90 градусов ногой. Также Магомедов сумел поднять ногой 32-килограммовую гирю, однако этот рекорд официально не фиксировался.
Кроме того, Магомедов увлекается исполнением трюков, демонстрирующих скорость и быстроту реакции. Среди них — зажигание спички о летящий коробок и ловля на лету десятка подброшенных монет. В ноябре 2017 года установил рекорд России на шоу Первого канала «Я могу», поймав на лету за одну минуту 50 стеклянных бокалов.
Шамиль Магомедов занимался мелким предпринимательством, в 2017 году работал в охранном агентстве. Женат, воспитывает троих детей. После установления рекордов планировал посетить могилу Брюса Ли в Сиэтле, но не смог получить визу США.

## Достижения
- Рекорд мира — 15 махов ногой с зафиксированной на ней 24-килограммовой гирей.
- Рекорд мира — удерживание поднятой ногой с зафиксированной на ней 24-килограммовой гирей в течение 12,6 секунд.
- Рекорд России — ловля на лету 50 стеклянных стаканов в течение минуты.